# Metrica di Kerr-Newman
La metrica di Kerr-Newman è una soluzione delle equazioni di Einstein-Maxwell nella relatività generale, descrivendo la geometria dello spaziotempo nella regione circostante una massa carica rotante. Si presume che la costante cosmologica sia uguale a zero.  Questa soluzione non è particolarmente utile per descrivere i fenomeni astrofisici, perché gli oggetti astronomici osservati non posseggono una apprezzabile carica elettrica netta, e la costante cosmologica è attualmente ritenuta diversa da zero. La soluzione è invece in primo luogo di interesse teorico e matematico.

## Storia
Nel 1965, Ezra "Ted" Newman trovò la soluzione asimmetrica dell'equazione di campo di Einstein per un buco nero rotante e con carica elettrica. Questa formula per il tensore metrico {\displaystyle g_{\mu \nu }} è chiamata metrica di Kerr-Newman. È una generalizzazione della metrica di Kerr per una massa puntiforme rotante e senza carica, che fu scoperta da Roy Kerr due anni prima.

## Forma matematica
La metrica di Kerr-Newman descrive la geometria dello spaziotempo nella vicinanza di una massa rotante M con carica Q.  La formula per questa metrica dipende dalla selezione di coordinate o condizioni di coordinate.  Un modo per esprimere questa metrica è di annotare il suo elemento di linea in una particolare insieme di coordinate sferiche.  O altrimenti, la metrica di the Kerr-Newman può essere espressa nella forma "Kerr-Schild", usando una serie particolare di coordinate cartesiane come segue.
{\displaystyle g_{\mu \nu }=\eta _{\mu \nu }+fk_{\mu }k_{\nu }}.
{\displaystyle f={\frac {Gr^{2}}{r^{4}+a^{2}z^{2}}}\left[2Mr-Q^{2}\right]}.
{\displaystyle k_{x}={\frac {rx+ay}{r^{2}+a^{2}}}.}.
{\displaystyle k_{y}={\frac {ry-ax}{r^{2}+a^{2}}}.}.
{\displaystyle k_{z}={\frac {z}{r}}.}.
{\displaystyle k_{0}=1.}.
Notate che {\displaystyle {\overrightarrow {k}}} è un versore.  Qui "M" è la massa costante dell'oggetto rotante, "Q" è la carica costante dell'oggetto rotante, "{\displaystyle \eta }" è il tensore di Minkowski, e "{\displaystyle a}" è un parametro della costante rotazionale dell'oggetto rotante.  Si è capito che il vettore {\displaystyle {\vec {a}}} è diretto lungo l'asse z positivo.  La quantità "r" non è il raggio, ma piuttosto viene implicitamente definita in questo modo:
{\displaystyle 1={\frac {x^{2}+y^{2}}{r^{2}+a^{2}}}+{\frac {z^{2}}{r^{2}}}}.
Notate che la quantità "r" diventa il solito raggio {\displaystyle R={\sqrt {x^{2}+y^{2}+z^{2}}}} quando il parametro rotazionale "a" si avvicina a zero.  In questa forma di soluzione, le unità sono selezionate in modo che la velocità della luce sia unità (c=1). Per fornire una soluzione completa delle equazioni di Einstein-Maxwell, la soluzione di Kerr-Newman non solo include una formula per il tensore metrico, ma anche una formula per il potenziale elettromagnetico:
{\displaystyle A_{\mu }={\frac {Qr^{3}}{r^{4}+a^{2}z^{2}}}k_{\mu }}
Nelle distanze grandi dalla sorgente (R>>a), queste equazioni si riducono alla metrica di Reissner-Nordström con:
{\displaystyle A_{\mu }={\frac {Q}{R}}k_{\mu }}
Nella forma di Kerr-Schild della metrica di Kerr-Newman, la determinante del tensore metrico è ovunque uguale all'uno negativo, anche vicino alla sorgente.

## Casi particolari e generalizzazioni
La metrica di Kerr-Newman è una generalizzazione di altre soluzioni esatte nella relatività generale:
- Metrica di Kerr se la carica Q è zero.
- Metrica di Reissner-Nordström se il momento angolare J (o a) è zero.
- Metrica di Schwarzschild se la carica Q e il momento angolare J (o a) sono zero.
- Spazio di Minkowski vuoto se la costante gravitazionale G è zero (con campi elettrici e magnetici più complessi dei semplici campi di un dipolo magnetico caricato, in un sistema di coordinate polari sferiche). Lo spazio è vuoto se anche la carica Q è zero.

La soluzione di Kerr-Newman (con costante cosmologica uguale a zero) è anche un caso speciale di soluzioni generali più esatte delle equazioni di Einstein-Maxwell.

## Alcuni aspetti della soluzione
Il risultato di Newman rappresenta la più semplice soluzione stazionaria, asimmetrica, asintoticamente piana delle equazioni di Einstein in presenza di un campo elettromagnetico a quattro dimensioni. Viene talvolta riferita come una soluzione di "vuoto elettrico" (electrovacum) delle equazioni di Einstein.
Ogni sorgente di Kerr-Newman ha il suo asse di rotazione allineato con il suo asse magnetico.  In questo modo, una sorgente di Kerr-Newman è differente dai corpi astronomici comunemente osservati, per cui c'è un angolo sostanziale tra l'asse di rotazione e il momento magnetico.
Se il potenziale di Kerr-Newman viene considerato come un modello per un elettrone classico, esso predice un elettrone non avente propriamente un momento dipolare magnetico, ma anche altri momenti multipolari, come un momento quadripolare elettrico.  Come pure non è stato ancora rilevato empiricamente un momento quadripolare dell'elettrone.
Nel limite G=0, i campi elettromagnetici sono quelli di un disco rotante caricato dentro un anello dove i campi sono infiniti.  L'energia del campo totale per questo disco è infinita, e così questo limite G=0 non risolve il problema della self-energia infinita.
Come per la metrica di Kerr di una massa rotante e senza carica, la soluzione interna della Kerr-Newman esiste matematicamente, ma è probabile non possa essere rappresentativa della metrica attuale di un fisicamente realistico buco nero rotante, a causa di problemi di stabilità.  Sebbene essa rappresenti una generalizzazione della metrica di Kerr, non viene considerata come molto importante per gli scopi astrofisici, dal momento che non ci si aspetta che dei buchi neri reali abbiano un'importante carica elettrica.
La metrica di Kerr-Newman definisce un buco nero con un orizzonte degli eventi solo quando la seguente relazione è soddisfatta:
{\displaystyle a^{2}+Q^{2}\leq M^{2}.}
Per un elettrone la a e la Q (adeguatamente specificate nelle unità geometrizzate) eccedono entrambe la sua massa M, nel qual caso la metrica non ha un orizzonte degli eventi e pertanto non potrebbe esistere un elettrone buco nero (ovvero un buco nero avente massa, carica e momento angolare di un singolo elettrone), ma solo una singolarità nuda ad anello rotante. Una tale metrica ha diverse proprietà che appaiono fisicamente impossibili, come la violazione dell'ipotesi di censura cosmica da parte dell'anello, e anche la comparsa nelle sue immediate vicinanze di curve chiuse di tipo tempo, in violazione del principio di causalità.
Il teorico russo Alexander Burinskii scrisse nel 2007: "In questo lavoro noi otteniamo un'esatta corrispondenza tra la funzione d'onda nell'equazione di Dirac e la struttura spinoriale (twistoriale) della geometria di Kerr. Essa ci permette di supporre che la geometria di Kerr-Newman rifletta la struttura dello spazio tempo specifico dell'elettrone, il quale contiene veramente la stringa circolare di Kerr-Newman della dimensione di Compton". Il saggio di Burinskii descrive un elettrone come una singolarità di anello gravitazionalmente limitato senza un orizzonte degli eventi. Esso possiede qualcuna, ma non tutte, le proprietà predette per un buco nero.
Vale la pena citare anche i recenti lavori illustrati e citati in queste lezioni registrate: http://scgp.stonybrook.edu/video_portal/video.php?id=4097

## I campi elettromagnetici
I campi elettrici e magnetici possono essere ottenuti nel solito modo differenziando il "quadripotenziale" per ottenere il tensore della forza del campo elettromagnetico.  Sarà conveniente apportare un cambiamento alla notazione del vettore tridimensionale.
{\displaystyle A_{\mu }=\left(-\phi ,A_{x},A_{y},A_{z}\right)}
I campi statici elettrici e magnetici sono derivati dal potenziale del vettore e dal potenziale scalare in questo modo:
{\displaystyle {\vec {E}}=-{\vec {\nabla }}\phi }
{\displaystyle {\vec {B}}={\vec {\nabla }}\times {\vec {A}}}
Usando la formula di Kerr-Newman per il potenziale-quattro nella forma di Kerr-Schild, si guadagna la seguente concisa formula complessa per i campi:
{\displaystyle {\vec {E}}+i{\vec {B}}=-{\vec {\nabla }}\Omega }
{\displaystyle \Omega ={\frac {Q}{\sqrt {({\vec {R}}-i{\vec {a}})^{2}}}}}
L'omega della quantità ({\displaystyle \Omega }) in questa ultima equazione è simile al potenziale di Coulomb, eccetto per il fatto che il vettore del raggio viene spostato da una quantità immaginaria.  Questo potenziale complesso venne discusso già dall'inizio del XIX secolo, dal matematico francese Paul Émile Appell.